# San Diego, Acatzingo
San Diego är en ort i Mexiko.   Den ligger i kommunen Acatzingo och delstaten Puebla, i den sydöstra delen av landet, 150 km öster om huvudstaden Mexico City. San Diego ligger 2 146 meter över havet och antalet invånare är 128.
Terrängen runt San Diego är lite kuperad, och sluttar söderut. Runt San Diego är det tätbefolkat, med 319 invånare per kvadratkilometer. Närmaste större samhälle är Acatzingo de Hidalgo, 1,3 km väster om San Diego. Trakten runt San Diego består till största delen av jordbruksmark.